# ديريك وايت (مالك فريق ناسكار)
ديريك وايت هو مالك فريق ناسكار ‏ كندي، ولد في 9 ديسمبر 1970 في كاناواكي في كندا.

## وصلات خارجية
- ديريك وايت على موقع Racing-Reference.info (الإنجليزية)